# Rina e Ida Nigrisoli
Le sorelle Giovanna (detta Rina) Nigrisoli (Argenta, 18 maggio 1885 – Bologna, 1965) e 
Ida Nigrisoli (Argenta, 10 maggio 1891 – Bologna, 30 dicembre 1966) sono state due pedagogiste italiane.

## Biografia
Figlie di un farmacista e di una massaia di S.Alberto di Ravenna, come spesso succedeva alle ragazze di ceto medio di quel tempo, furono avviate all'insegnamento, e per questo frequentarono le magistrali a Bologna. Nel 1908 a 23 anni Rina ottenne un incarico a Portomaggiore (la sorella Ida la seguì a breve), iniziò così un lungo legame con la città ferrarese che durò per tutta la loro vita.
Dopo una prima esperienza presso le scuole elementari di Ripapersico, le due ragazze si occuparono della direzione dell'asilo infantile comunale del capoluogo. Si trattava di due stanzoni frequentati da un centinaio di bambini dai 3 ai 6 anni quasi sempre appartenenti alle famiglie più povere del paese. Rina iniziò ben presto a fare cambiamenti profondi, fino a quel momento i bambini venivano seguiti da donne senza nessuna preparazione pedagogica, Rina invece sostenuta dai suoi studi iniziò ad applicare un nuovo metodo di lavoro da lei creato e poi sviluppato negli anni assieme alla sorella. Fu l'esperimento di una scuola nuova, con pochi bambini ed un ambiente circostante molto suggestivo grazie al quale i bambini, con le attività all'aperto che si protaevano per molte ore al giorno, avevano la possibilità di osservare, raccontare e ragionare. Erano i bambini i protagonisti del loro apprendimento; ogni attività educativa, seppur guidata da Rina e sua sorella, nasceva dai loro interessi. La scuola non era più un luogo di ascolto e ripetizione ma diventava un luogo   di condivisione e compartecipazione che Rina pensò bene di annotare su quaderni di scuola (13 in tutto) ancora oggi conservati presso il Museo Storico della Didattica "Mauro Laeng" a Roma.
Il gioco del bambino divenne un cardine del loro metodo, non più inteso come semplice metodo per far star tranquilli i bambini, ma invece lo utilizzarono come metodo per far capire ai bambini il mondo e le leggi della natura e del vivere.
Nel 1915 l'Amministrazione Comunale spostò l'asilo con l'abitazione delle due sorelle in una nuova sede, molto più bella e grande, con un ampio giardino che permetteva ancora più di mettere a punto il loro metodo, grazie all'esplorazione e al gioco all'aria aperta, nacque così “Il giardino d'Infanzia”. 
Del loro lavoro si occupò anche un grande pedagogista di quei tempi Giuseppe Lombardo Radice, che stava ricercando nuove esperienze per creare nuove metodologie per quella che diventerà la Riforma Gentile. Lo studioso pubblicò da prima un articolo su un importante rivisita di pedagogia italiana lodando il lavoro delle sorelle Nigrisoli, successivamente pubblicò un manuale di pedagogia intitolato “i piccoli Fabre di Portomaggiore”.
Le due sorelle abbandonarono Portomaggiore solo sotto i bombardamenti nel 1944 per farvi immediatamente ritorno nel 1945, e li lavorare fino al 1964. Al termine del loro lavoro tornarono a vivere a Bologna fino alla loro morte quando le due educatrici vennero riportate nel cimitero di Portomaggiore. A loro è dedicata la scuola d'infanzia di Portomaggiore.

## Opere
- La mia scuola (Storia sociale dell'educazione), Unicopli, 1942